# Pavetta mzeleziensis
Pavetta mzeleziensis är en måreväxtart som beskrevs av Diane Mary Bridson. Pavetta mzeleziensis ingår i släktet Pavetta och familjen måreväxter. Inga underarter finns listade i Catalogue of Life.